# Владан Бубаня
Владан Бубаня (чорн. Владан Бубања, нар. 21 лютого 1999, Никшич, Чорногорія) — чорногорський футболіст, опорний півзахисник боснійського клубу «Сараєво» та національної збірної Чорногорії.

## Ігрова кар'єра

### Клубна
Владан Бубаня народився у місті Никшич і там почав займатися футболом у 2009 році в академії місцевого клубу «Сутьєска». В січні 2021 року футболіст підписав контракт з клубом. За час виступів в клубі Бубаня тричі вигравав національний чемпіонат країни. 
В липні 2022 року Бубаня перейшов до хорватського клубу «Локомотива», де виступав два наступних роки. Влітку 2024 року футболіст приєднався до боснійського «Сараєво». У травні 2025 року Бубаня виграв національний Кубок Боснії і Герцеговини. 

### Збірна
У 2023 році Владан Бубаня дебютував у національній збірній Чорногорії.

## Титули
Сутьєска
 Чемпіон Чорногорії (3): 2017/18, 2018/19, 2021/22
Сараєво
 Переможець Кубка Боснії і Герцеговини: 2024/25